# 波氏頜光魚
波氏頜光魚（学名：Ichthyococcus polli）为輻鰭魚綱巨口鱼目光器鱼科頜光魚屬的其中一種。分布於大西洋熱帶海域，屬深海魚類，棲息深度300-750公尺，體長可達9.1公分。

## 扩展阅读
維基物種上的相關：波氏頜光魚